# Kate Mosh
Kate Mosh war eine deutsche Indie-Rock-Band, die 1999 von Michael Gaese und Thom Kastning gegründet wurde und sich im Sommer 2009 auflöste.

## Geschichte
Nach dem Release einer EP in Eigenregie und verschiedenen Besetzungswechseln veröffentlicht die Band 2004 ihr Debütalbum Life Is Funfair auf Sinnbus. Es folgte eine Europatour mit New Black aus Chicago, Vorbandengagements für Sparta, Aereogramme und Engine Down. In jener Zeit sprang Florian Lüning (Delbo) kurzfristig als Schlagzeuger ein. Nach dem Wechsel zum Label Noisolution nahmen Kate Mosh die EP 4 AM and It's Already Hell und das Album Breakfast Epiphanies (2006) auf, ehe es Lüning zurück zu seiner Hauptband zog und Jens Gathemann an seine Stelle trat. 2006 spielte die Band mehr als 80 Konzerte in Deutschland und benachbarten Ländern und wurde durch Radioairplay und Presse einem größeren Publikum bekannt. Ende 2006 stieg das Gründungsmitglied Michael Gaese aus und wurde Anfang 2007 durch Pierre Türkowsky ersetzt. 2008 wurde die Single The U in Us bei Flight 13 Records veröffentlicht und anschließend Songs für ein drittes Album aufgenommen. Zur Veröffentlichung kam es nicht mehr und Kate Mosh trennte sich Ende 2008 im Streit. 2009 folgte ein Abschiedskonzert in neuer Besetzung beim Immergut Festival.

## Artwork
Das stets mit Typografie spielende Artwork aller Veröffentlichungen wurde von Stefan Guzy (Büro Zwölf) entworfen. Bei den Musikvideos zu Amourette (2006) und Beep (2008) führte Hagen Decker Regie.

## Diskografie

### Alben
- 2001: Flash Gulash (DIY)
- 2004: Life Is Funfair (Sinnbus)
- 2006: Breakfast Epiphanies (Noisolution)

### EPs
- 2005: 4 AM and It's Already Hell (Noisolution)

### Singles
- 2006: Amourette (Noisolution)
- 2008: The U in Us (Flight 13 Records)